# Большекосульский сельсовет
Большекосульский сельсовет - сельское поселение в Боготольском районе Красноярского края.
Административный центр - село Большая Косуль.

## Население
| 2010 | 2012  | 2013  | 2014  | 2015  | 2016  | 2017  |
| ---- | ----- | ----- | ----- | ----- | ----- | ----- |
| 1588 | ↘1567 | ↘1534 | ↘1504 | ↘1491 | ↘1456 | ↘1439 |

## Состав сельского поселения
| № | Населённый пункт | Тип населённого пункта       | Население |
| - | ---------------- | ---------------------------- | --------- |
| 1 | Большая Косуль   | село, административный центр | 1180      |
| 2 | Дмитриевка       | деревня                      | 2         |
| 3 | Каштан           | посёлок                      | 342       |
| 4 | Львовка          | деревня                      | 3         |
| 5 | Малая Косуль     | деревня                      | 43        |
| 6 | Тузлуковка       | деревня                      | 18        |

## Местное самоуправление
Большекосульский сельский Совет депутатов
Дата избрания: 14.03.2010. Срок полномочий: 5 лет. Количество депутатов: 12
Глава муниципального образования
- Харин Олег Сергеевич. Дата избрания: 14.03.2010. Срок полномочий: 5 лет